# Gross Schijen
Gross Schijen är en bergstopp i Schweiz.   Den ligger i kantonen Uri, i den centrala delen av landet, 100 km öster om huvudstaden Bern. Toppen på Gross Schijen är 2 786 meter över havet.
Terrängen runt Gross Schijen är bergig åt nordväst, men åt sydost är den kuperad. Närmaste större samhälle är Erstfeld, 16,8 km norr om Gross Schijen. 
Trakten runt Gross Schijen består i huvudsak av gräsmarker. Runt Gross Schijen är det glesbefolkat, med 17 invånare per kvadratkilometer.